# Seznam hokejistů draftovaných týmem Boston Bruins

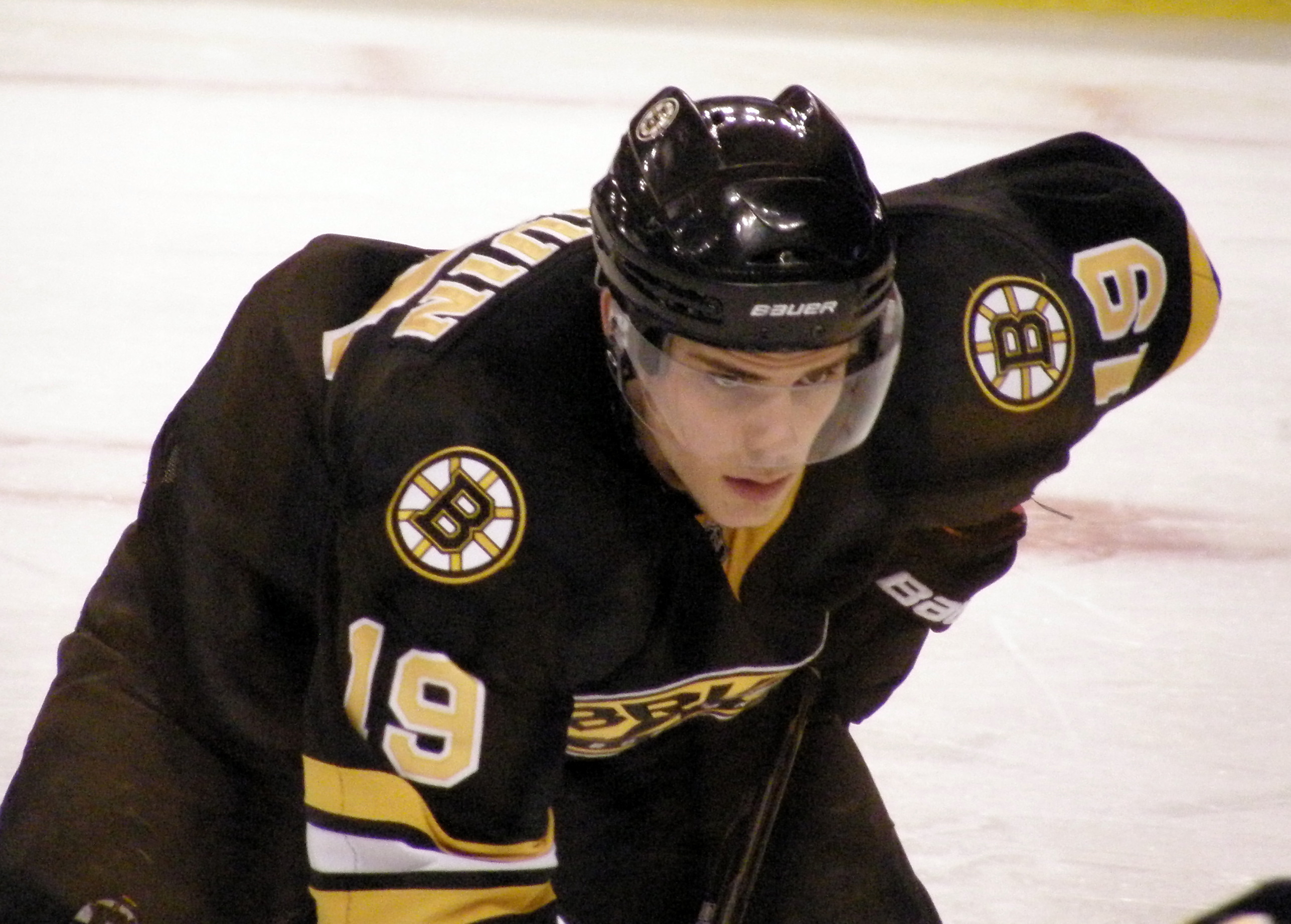
Tyler Seguin byl draftován ze 2. místa v roce 2010.

Toto je kompletní seznam hokejistů, kteří byli draftováni v NHL do týmu Boston Bruins. To zahrnuje každého hráče, který byl draftován, bez ohledu na to, zda hrál za tým.

## Draft 1. kola

### Historie prvního kola
| †  | Hráč který byl vybrán do hokejové síně slávy                      | Hráč který byl vybrán do hokejové síně slávy                      | Hráč který byl vybrán do hokejové síně slávy                      |
| *  | Draftován z 1. místa                                              | Draftován z 1. místa                                              | Draftován z 1. místa                                              |
| ≠  | Hráč který neodehrál žádný zápas v NHL                            | Hráč který neodehrál žádný zápas v NHL                            | Hráč který neodehrál žádný zápas v NHL                            |
| *≠ | Hráč který byl draftován z 1. místa a neodehrál žádný zápas v NHL | Hráč který byl draftován z 1. místa a neodehrál žádný zápas v NHL | Hráč který byl draftován z 1. místa a neodehrál žádný zápas v NHL |

| Rok  | Místo | Hráč                | Pozice       | Stát            | Předchozí tým (liga)               |
| ---- | ----- | ------------------- | ------------ | --------------- | ---------------------------------- |
| 1963 | 3     | Orest Romashyna≠    | Levé křídlo  | Západní Německo | New Hamburg (Junior C)             |
| 1964 | 2     | Alex Campbell≠      | Pravé křídlo | Kanada          | Strathroy Midgets                  |
| 1965 | 4     | Joe Bailey≠         | ?            | Kanada          | St. Thomas Junior B                |
| 1966 | 1*    | Barry Gibbs         | Obránce      | Kanada          | Estevan Bruins (SJHL)              |
| 1967 | 10    | Meehan Bonnar≠      | Pravé křídlo | Kanada          | St. Thomas Junior B                |
| 1968 | 12    | Danny Schock        | Levé křídlo  | Kanada          | Estevan Bruins (WCHL)              |
| 1969 | 3     | Don Tannahill       | Levé křídlo  | Kanada          | Niagara Falls Flyers (OHA)         |
| 1969 | 4     | Frank Spring        | Pravé křídlo | Kanada          | Edmonton Oil Kings (WCHL)          |
| 1969 | 12    | Ivan Boldirev       | Centr        | Jugoslávie      | Oshawa Generals (OHA)              |
| 1970 | 3     | Reggie Leach        | Pravé křídlo | Kanada          | Flin Flon Bombers (WCHL)           |
| 1970 | 4     | Rick MacLeish       | Levé křídlo  | Kanada          | Peterborough Petes (OHA)           |
| 1970 | 9     | Ron Plumb           | Obránce      | Kanada          | Peterborough Petes (OHA)           |
| 1970 | 13    | Bob Stewart         | Obránce      | Kanada          | Oshawa Generals (OHA)              |
| 1971 | 6     | Ron Jones           | Obránce      | Kanada          | Edmonton Oil Kings (WCHL)          |
| 1971 | 14    | Terry O'Reilly      | Pravé křídlo | Kanada          | Oshawa Generals (OHA)              |
| 1972 | 16    | Mike Bloom          | Levé křídlo  | Kanada          | St. Catharines Black Hawks (OHA)   |
| 1973 | 6     | André Savard        | Centr        | Kanada          | Quebec Remparts (QMJHL)            |
| 1974 | 18    | Don Larway≠         | Pravé křídlo | Kanada          | Swift Current Broncos (WCHL)       |
| 1975 | 14    | Doug Halward        | Obránce      | Kanada          | Peterborough Petes (OHA)           |
| 1976 | 16    | Clayton Pachal      | Centr        | Kanada          | New Westminster Bruins (WCHL)      |
| 1977 | 16    | Dwight Foster       | Utočník      | Kanada          | Kitchener Rangers (OHA)            |
| 1978 | 16    | Al Secord           | Levé křídlo  | Kanada          | Hamilton Fincups (OHA)             |
| 1979 | 8     | Ray Bourque†        | Obránce      | Kanada          | Verdun Black Hawks (QMJHL)         |
| 1979 | 15    | Brad McCrimmon      | Obránce      | Kanada          | Brandon Wheat Kings (WHL)          |
| 1980 | 18    | Barry Pederson      | Centr        | Kanada          | Victoria Cougars (WHL)             |
| 1981 | 14    | Normand Leveille    | Utočník      | Kanada          | Chicoutimi Sagueneens (QMJHL)      |
| 1982 | 1*    | Gord Kluzak         | Obránce      | Kanada          | Billings Bighorns (WHL)            |
| 1983 | 21    | Nevin Markwart      | Utočník      | Kanada          | Regina Pats (WHL)                  |
| 1984 | 19    | Dave Pasin          | Centr        | Kanada          | Prince Albert Raiders (WHL)        |
| 1985 | Nikdo | Nikdo               | Nikdo        | Nikdo           | Nikdo                              |
| 1986 | 13    | Craig Janney        | Centr        | USA             | Boston College (H-East)            |
| 1987 | 3     | Glen Wesley         | Obránce      | Kanada          | Portland Winter Hawks (WHL)        |
| 1987 | 14    | Stephane Quintal    | Obránce      | Kanada          | Granby Bisons (QMJHL)              |
| 1988 | 18    | Robert Cimetta      | Levé křídlo  | Kanada          | Toronto Marlboros (OHL)            |
| 1989 | 19    | Shayne Stevenson    | Centr        | Kanada          | Kitchener Rangers (OHL)            |
| 1990 | 21    | Bryan Smolinski     | Centr        | USA             | Michigan State University (CCHA)   |
| 1991 | 18    | Glen Murray         | Pravé křídlo | Kanada          | Sudbury Wolves (OHL)               |
| 1992 | 16    | Dmitrij Kvartalnov  | Pravé křídlo | Rusko           | San Diego Gulls (IHL)              |
| 1993 | 25    | Kevyn Adams         | Centr        | USA             | Miami University (Ohio) (CCHA)     |
| 1994 | 21    | Jevgenij Rjabčikov≠ | Brankář      | Rusko           | Molot Perm (Superliga)             |
| 1995 | 9     | Kyle McLaren        | Obránce      | Kanada          | Tacoma Rockets (WHL)               |
| 1995 | 21    | Sean Brown          | Obránce      | Kanada          | Belleville Bulls (OHL)             |
| 1996 | 8     | Johnathan Aitken    | Obránce      | Kanada          | Medicine Hat Tigers (WHL)          |
| 1997 | 1*    | Joe Thornton        | Centr        | Kanada          | Sault Ste. Marie Greyhounds (OHL)  |
| 1997 | 8     | Sergej Samsonov     | Levé křídlo  | Rusko           | Detroit Vipers (IHL)               |
| 1998 | Nikdo | Nikdo               | Nikdo        | Nikdo           | Nikdo                              |
| 1999 | 21    | Nick Boynton        | Obránce      | Kanada          | Ottawa 67's (OHL)                  |
| 2000 | 7     | Lars Jonsson        | Obránce      | Švédsko         | Leksands IF (Elitserien)           |
| 2000 | 27    | Martin Samuelsson   | Pravé křídlo | Švédsko         | MODO Hockey (Elitserien)           |
| 2001 | 19    | Shaone Morrisonn    | Obránce      | Kanada          | Kamloops Blazers (WHL)             |
| 2002 | 29    | Hannu Toivonen      | Brankář      | Finsko          | Hämeenlinnan Pallokerho (SM-liiga) |
| 2003 | 21    | Mark Stuart         | Obránce      | USA             | Colorado College (WCHA)            |
| 2004 | Nikdo | Nikdo               | Nikdo        | Nikdo           | Nikdo                              |
| 2005 | 22    | Matt Lashoff        | Obránce      | USA             | Kitchener Rangers (OHL)            |
| 2006 | 5     | Phil Kessel         | Centr        | USA             | University of Minnesota (WCHA)     |
| 2007 | 8     | Zach Hamill         | Centr        | Kanada          | Everett Silvertips (WHL)           |
| 2008 | 16    | Joe Colborne        | Centr        | Kanada          | Camrose Kodiaks (AJHL)             |
| 2009 | 25    | Jordan Caron        | Pravé křídlo | Kanada          | Rimouski Oceanic (QMJHL)           |
| 2010 | 2     | Tyler Seguin        | Centr        | Kanada          | Plymouth Whalers (OHL)             |
| 2011 | 9     | Dougie Hamilton     | Obránce      | Kanada          | Niagara IceDogs (OHL)              |
| 2012 | 24    | Malcolm Subban≠     | Brankář      | Kanada          | Belleville Bulls (OHL)             |
| 2013 | Nikdo | Nikdo               | Nikdo        | Nikdo           | Nikdo                              |
| 2014 | 25    | David Pastrňák      | Levé Křídlo  | Česká republika | Sodertalje SK ( Sweden-2)          |

### Celkový výběr

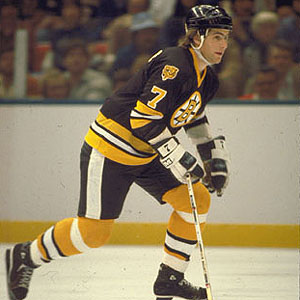
Ray Bourque byl draftován z 8. místa v roce 1979.

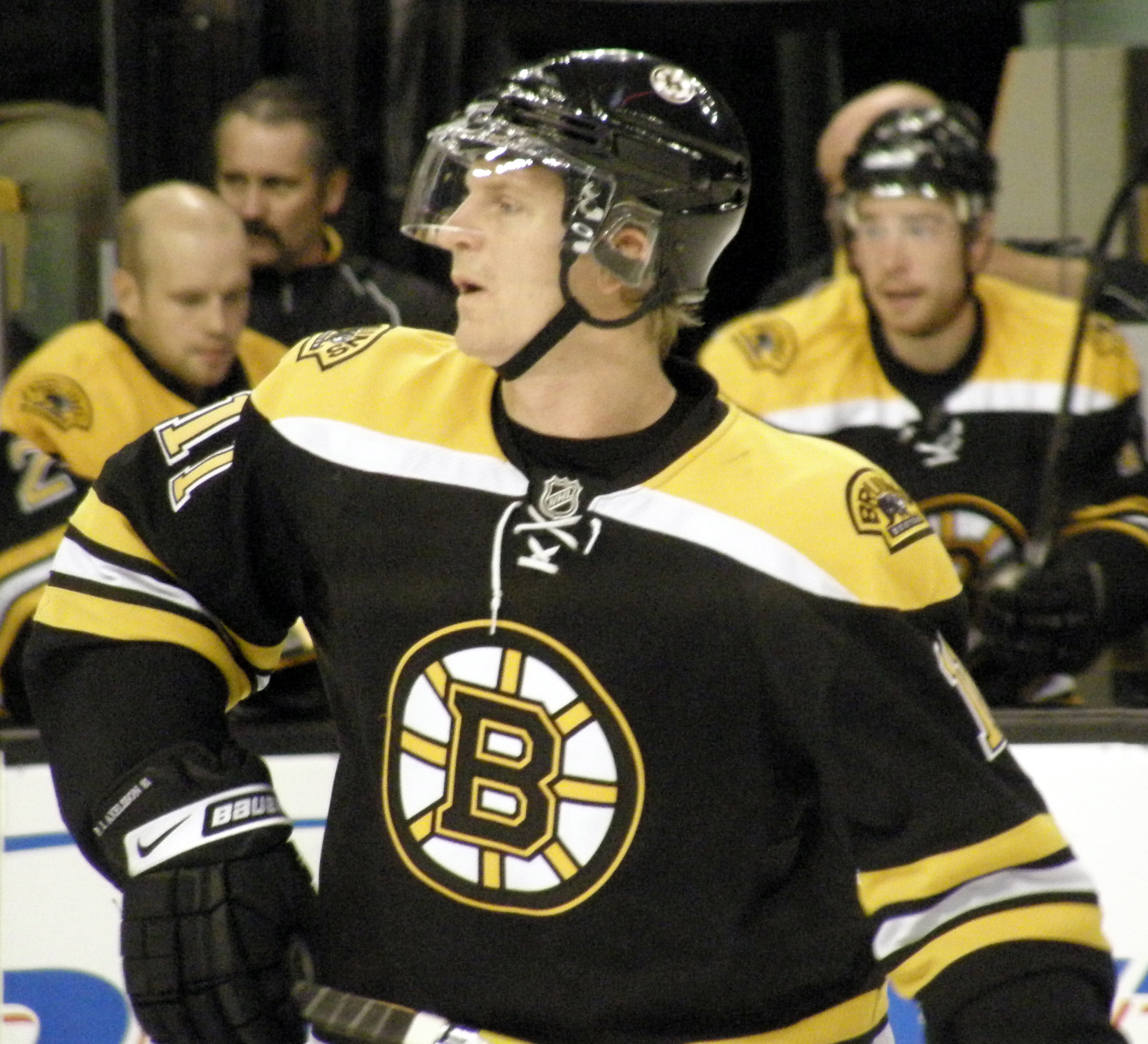
Per-Johan Axelsson byl draftován ze 177. místa v roce 1995.

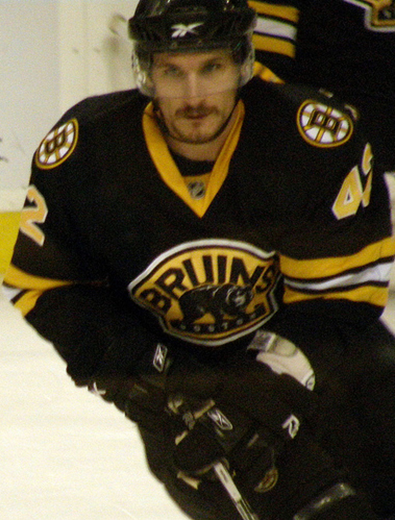
Trent Whitfield byl draftován ze 100. místa v roce 1996.

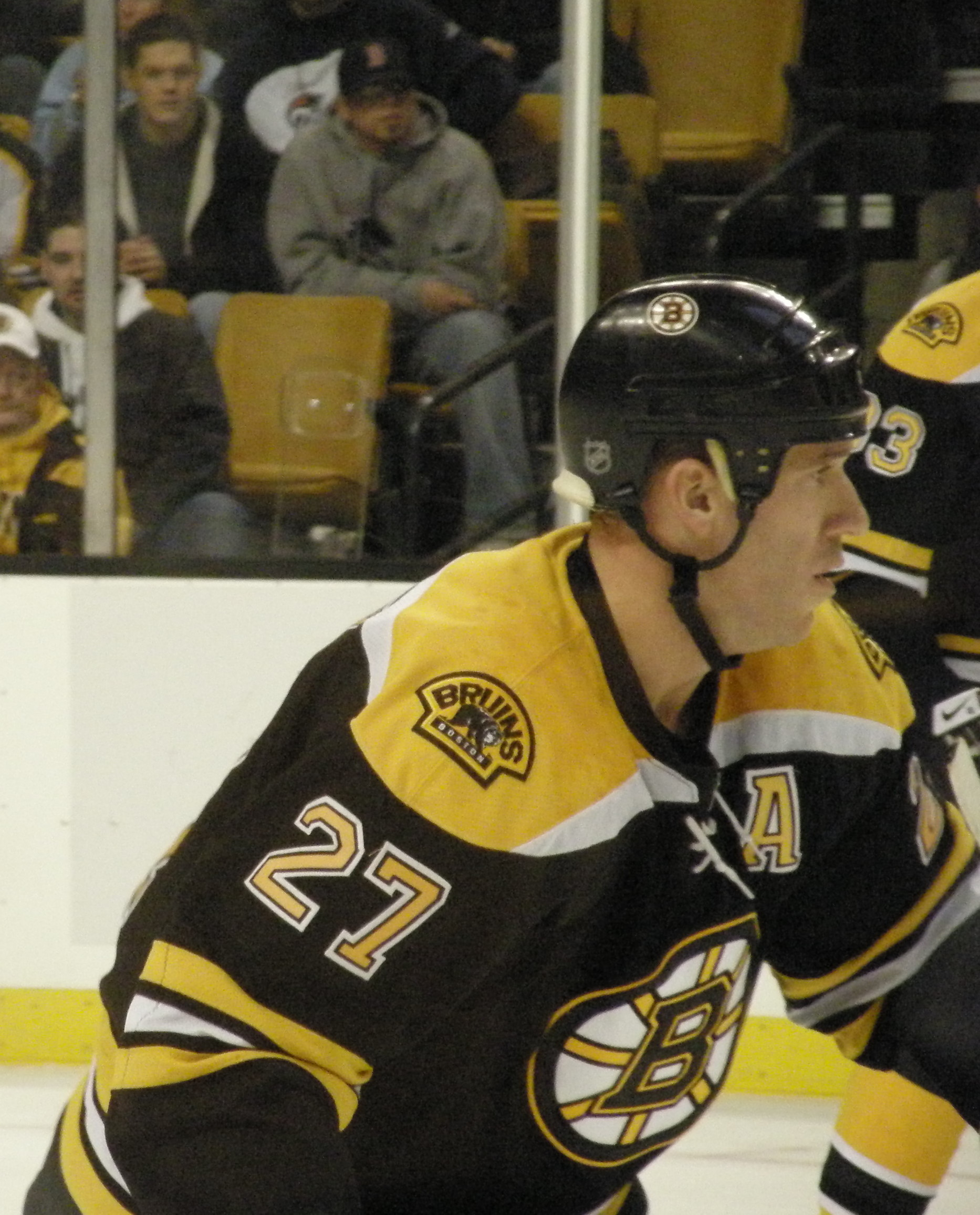
Glen Murray byl draftován z 18. místa v roce 2001.

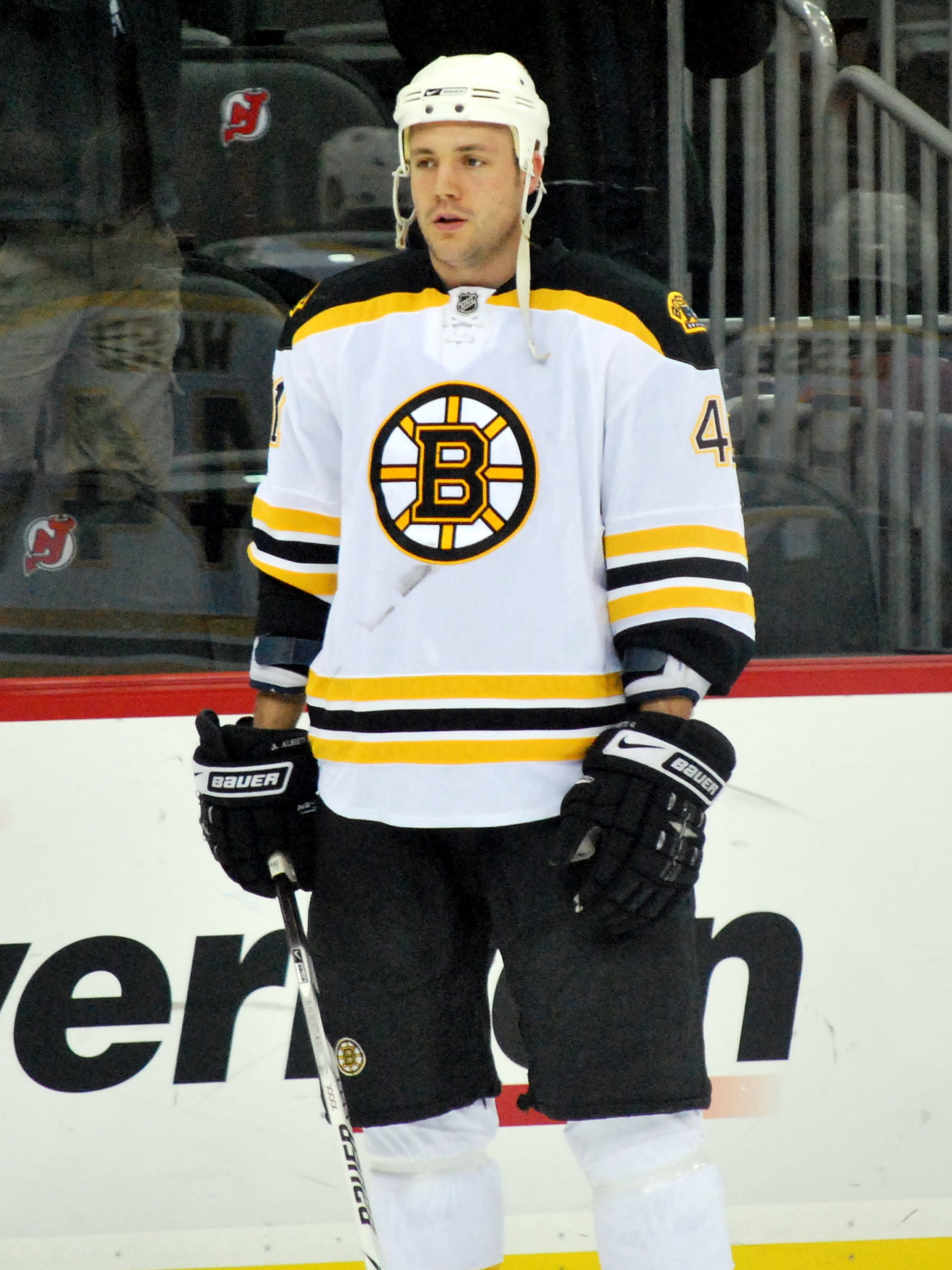
Andrew Alberts byl draftován ze 179. místa v roce 2001.

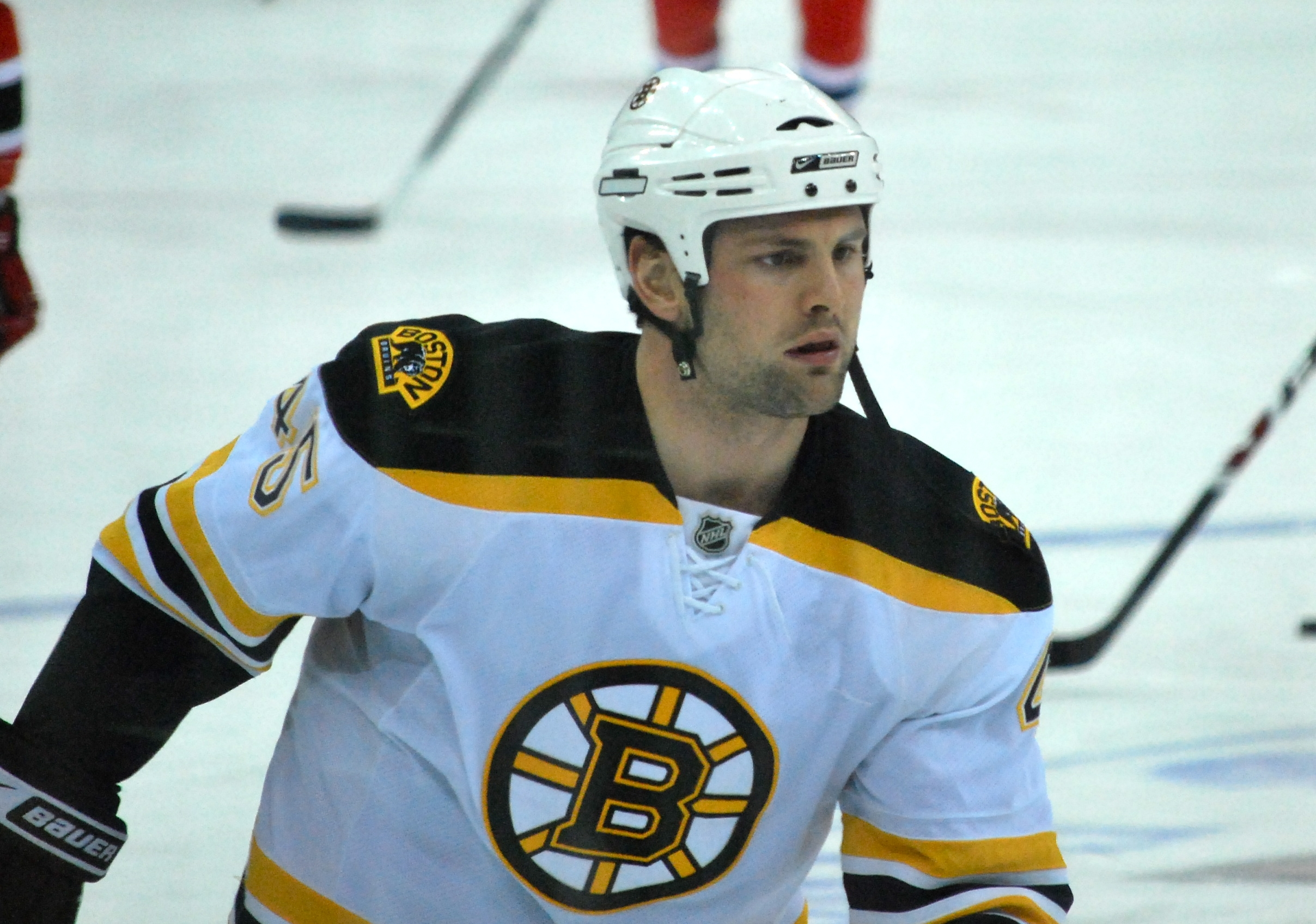
Mark Stuart byl draftován z 21. místa v roce 2003.

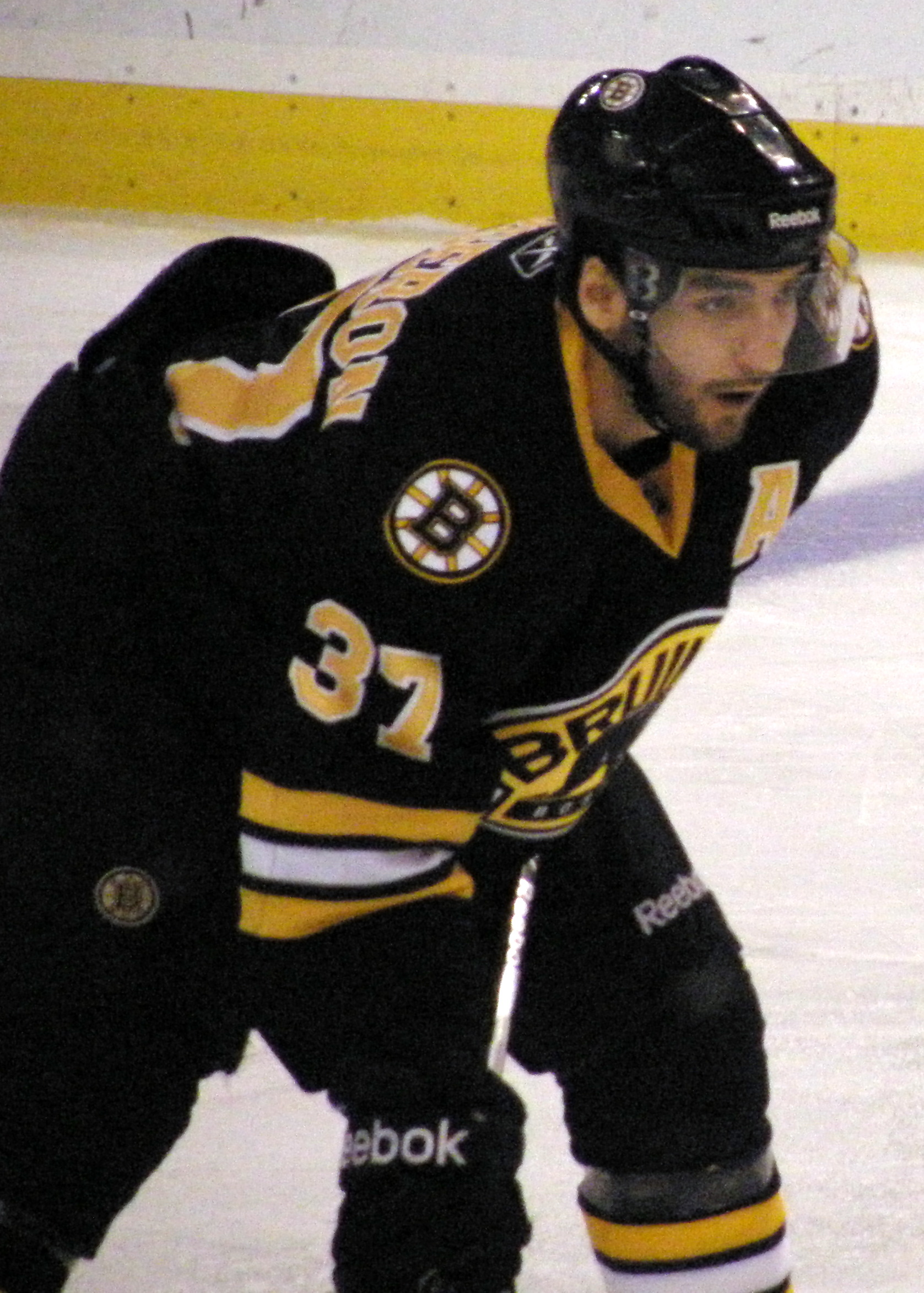
Patrice Bergeron byl draftován ze 45. místa v roce 2003.

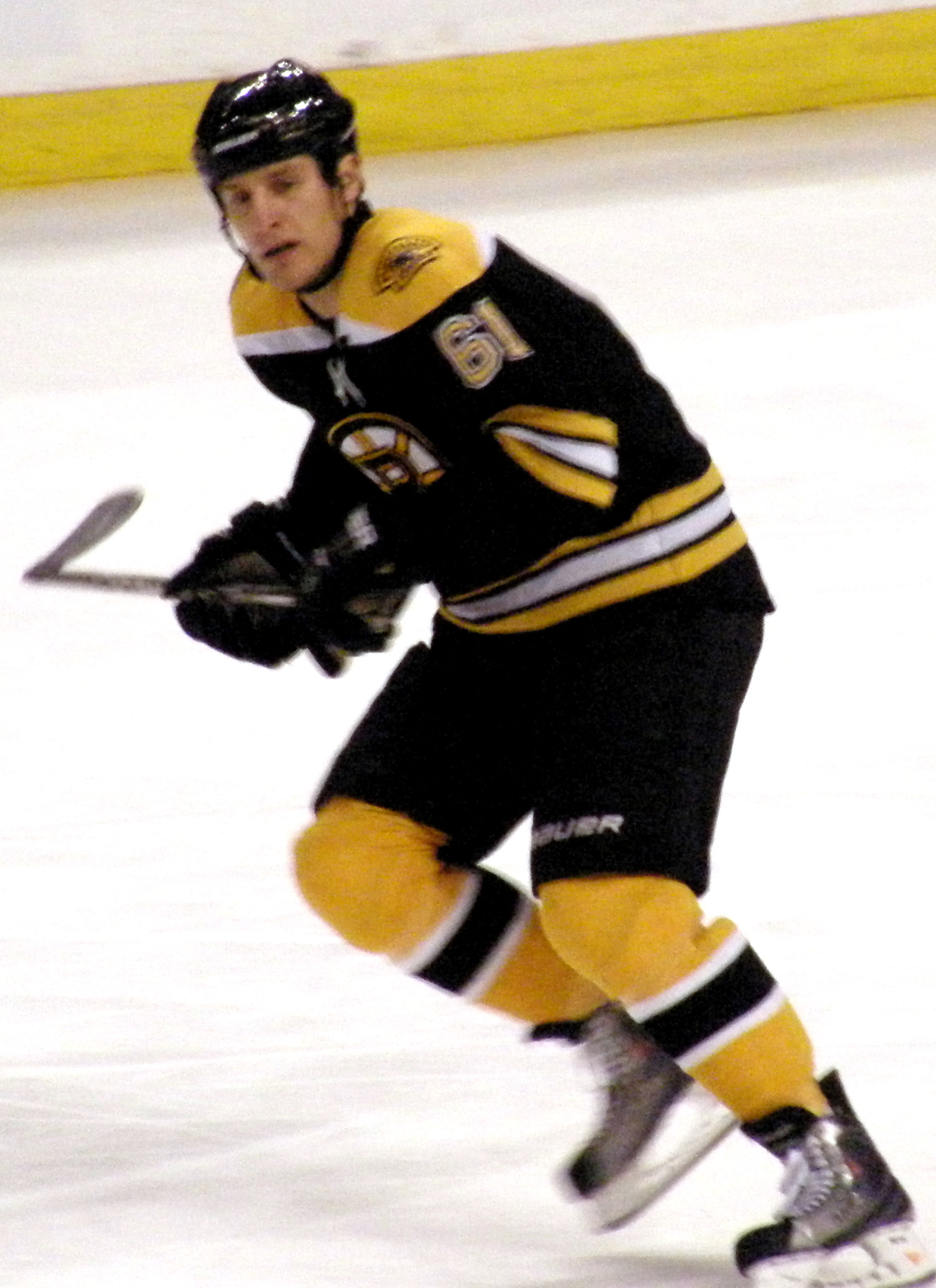
Byron Bitz byl draftován ze 107. místa v roce 2003.

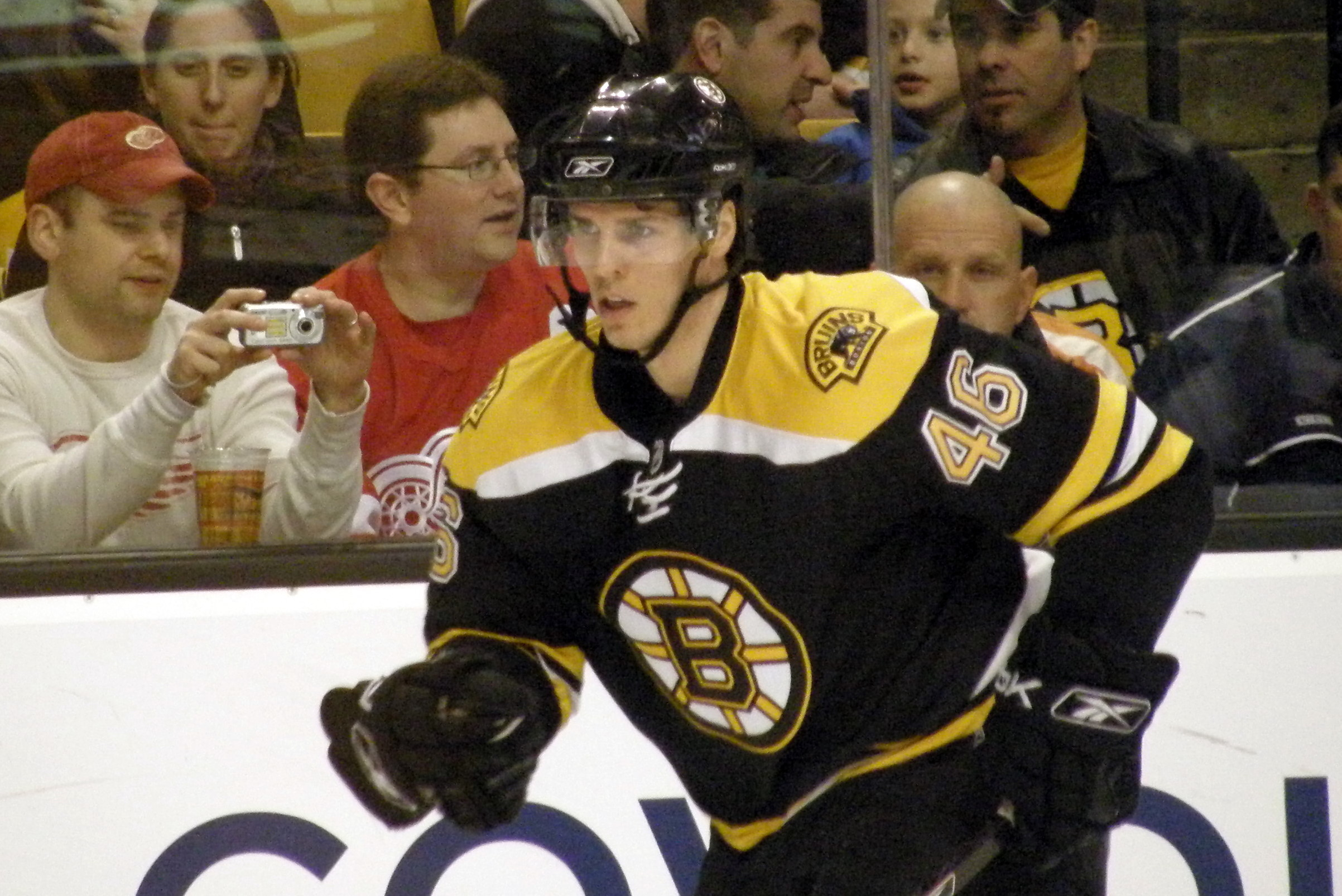
David Krejčí byl draftován ze 63. místa v roce 2004.

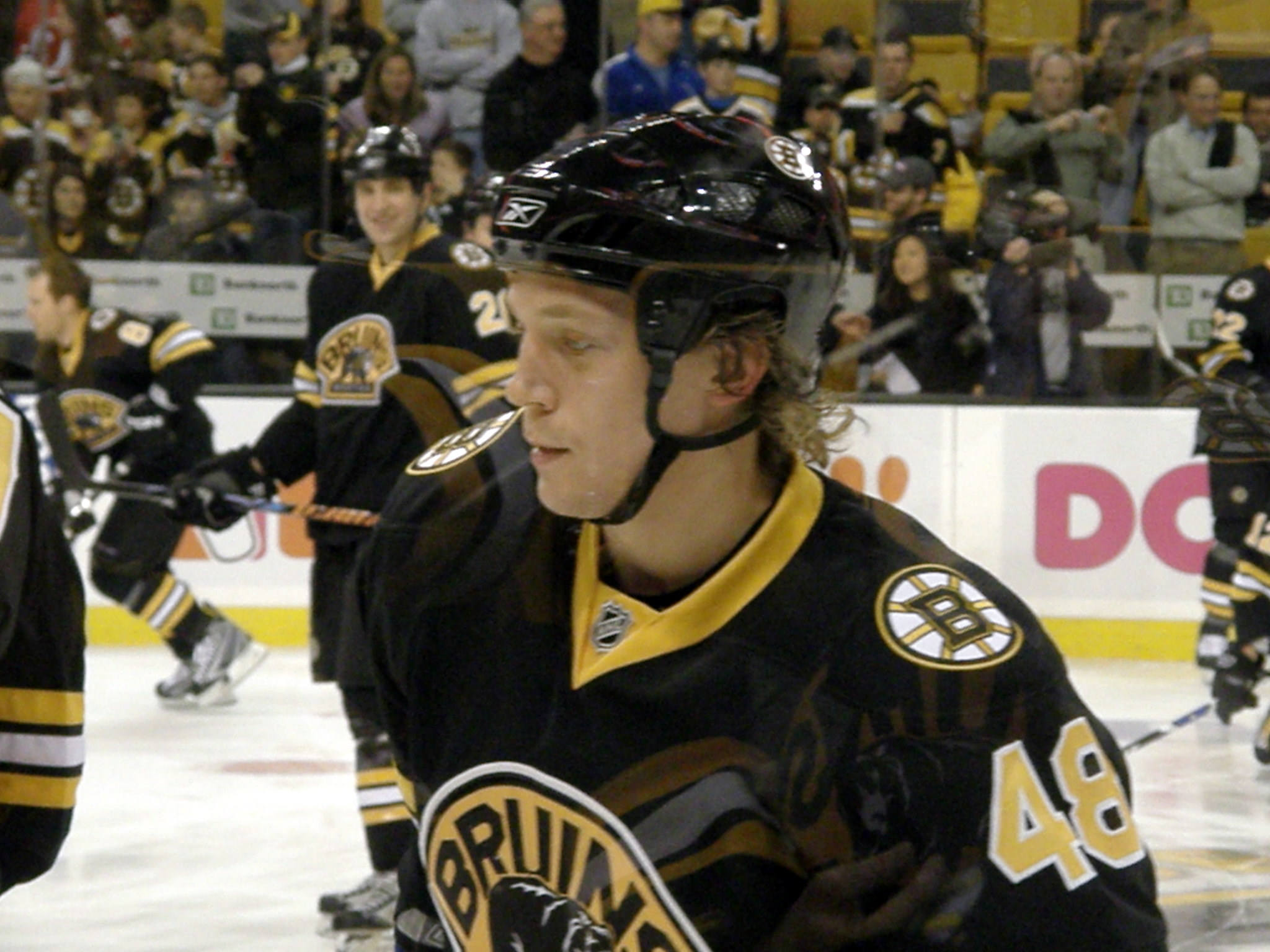
Matt Hunwick byl draftován z 224. místa v roce 2004.

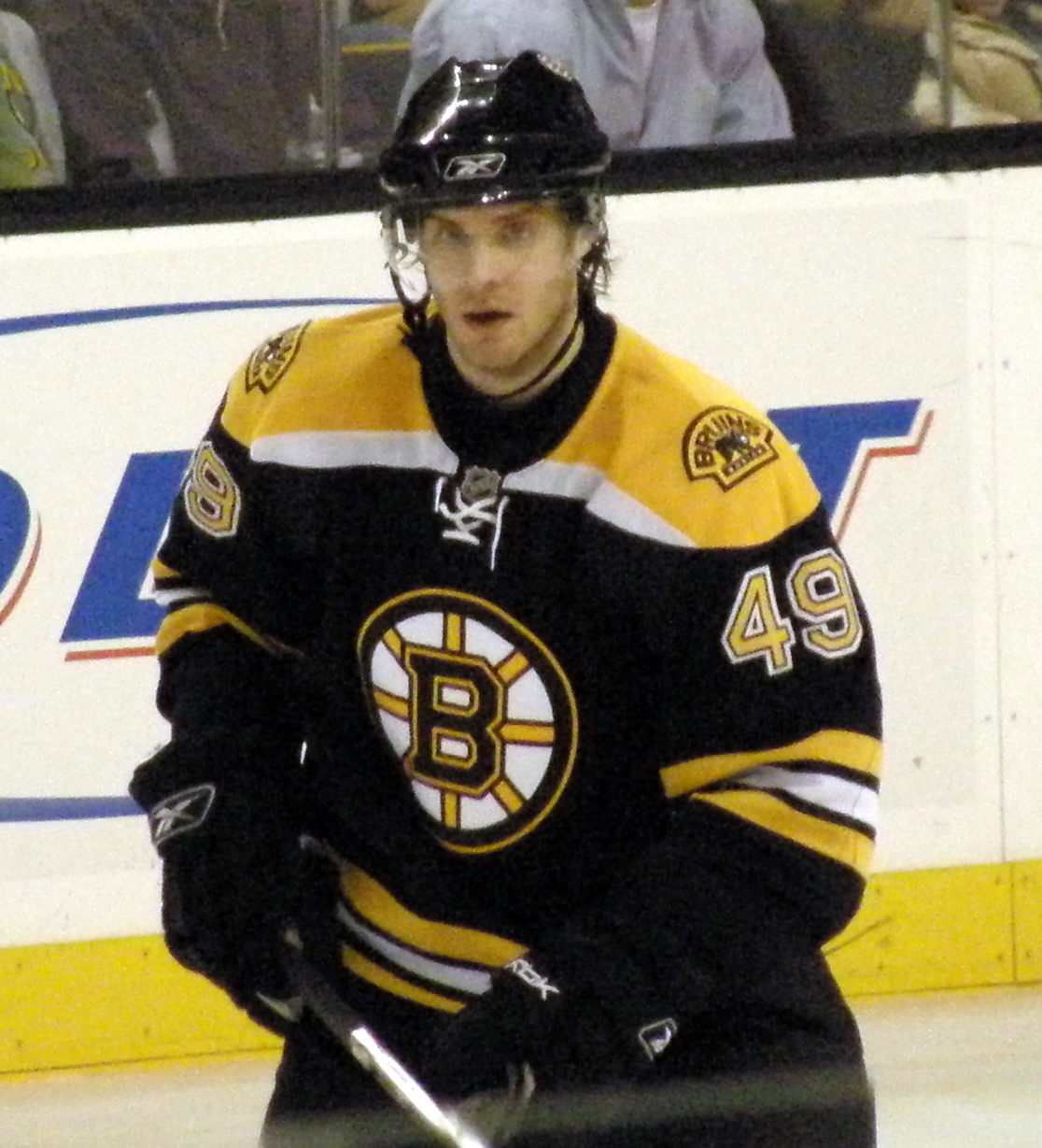
Matt Lashoff byl draftován z 22. místa v roce 2005.

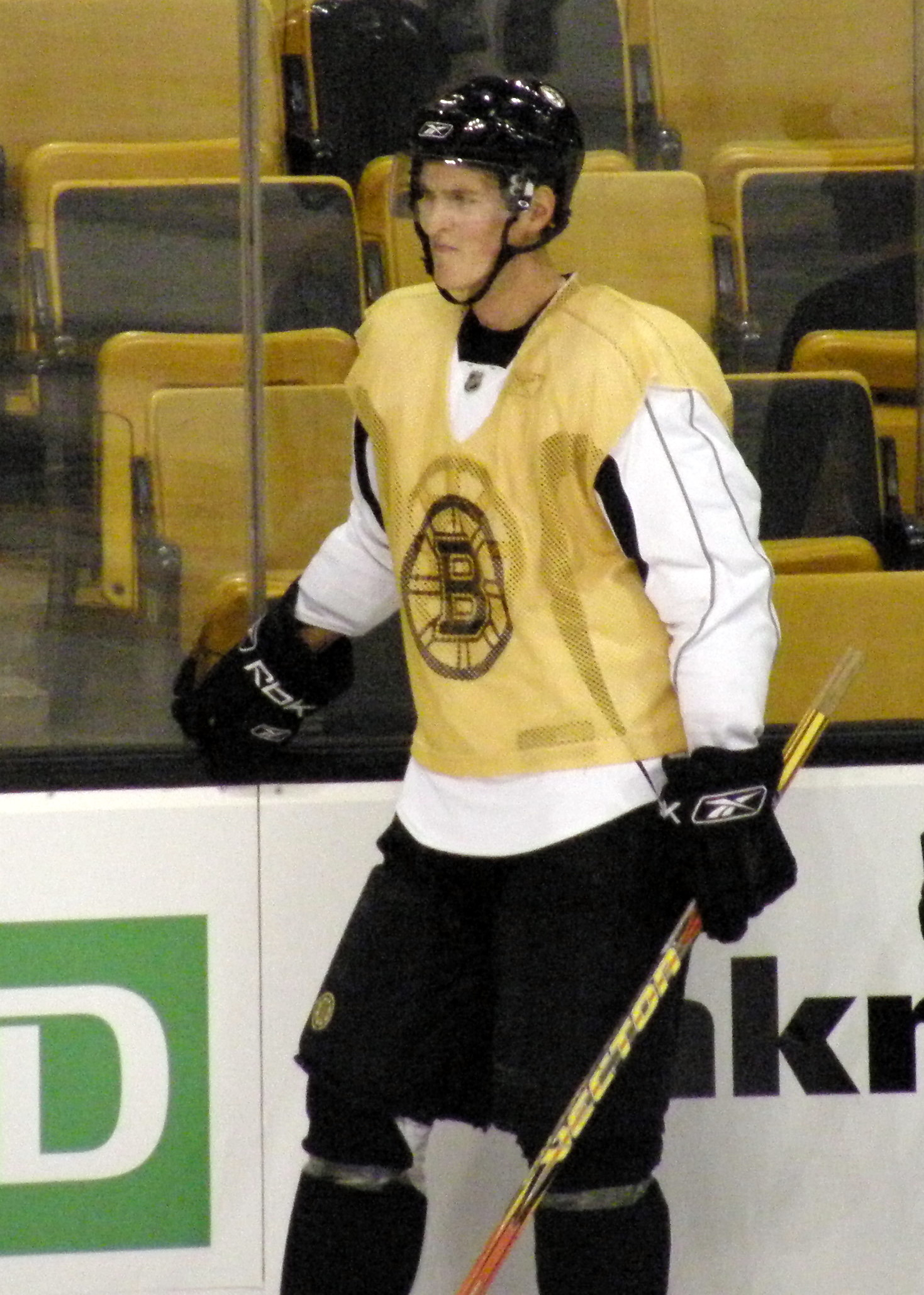
Mikko Lehtonen byl draftován z 83. místa v roce 2005.

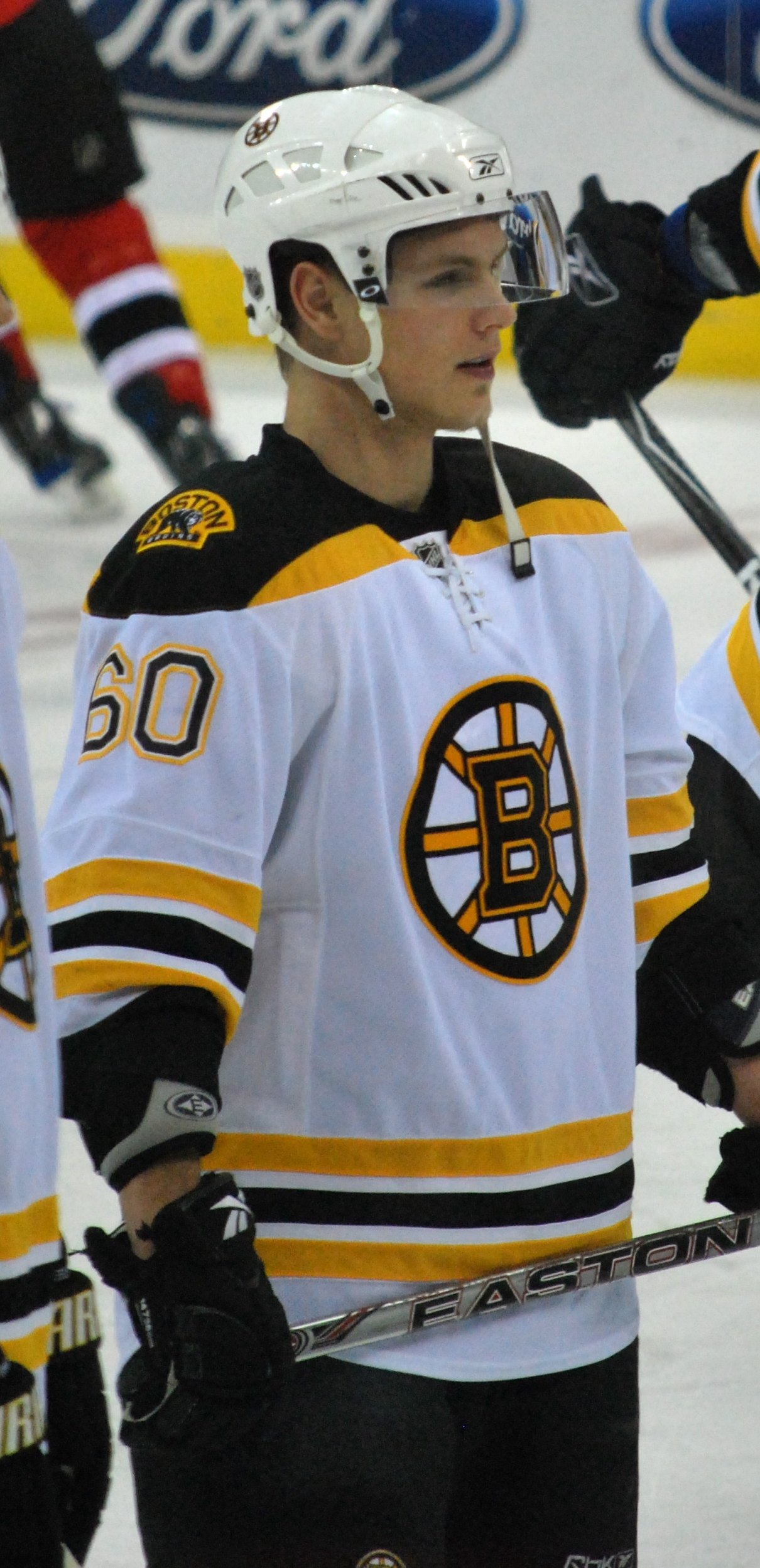
Vladimír Sobotka byl draftován ze 106. místa v roce 2005.

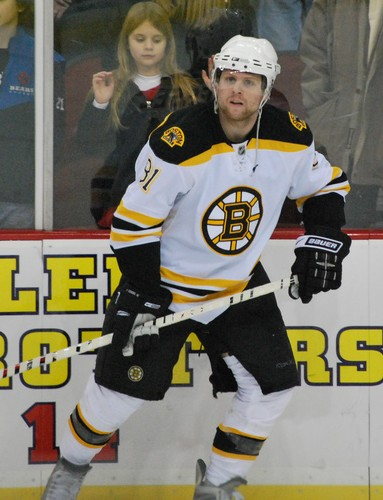
Phil Kessel byl draftován z 5. místa v roce 2006.

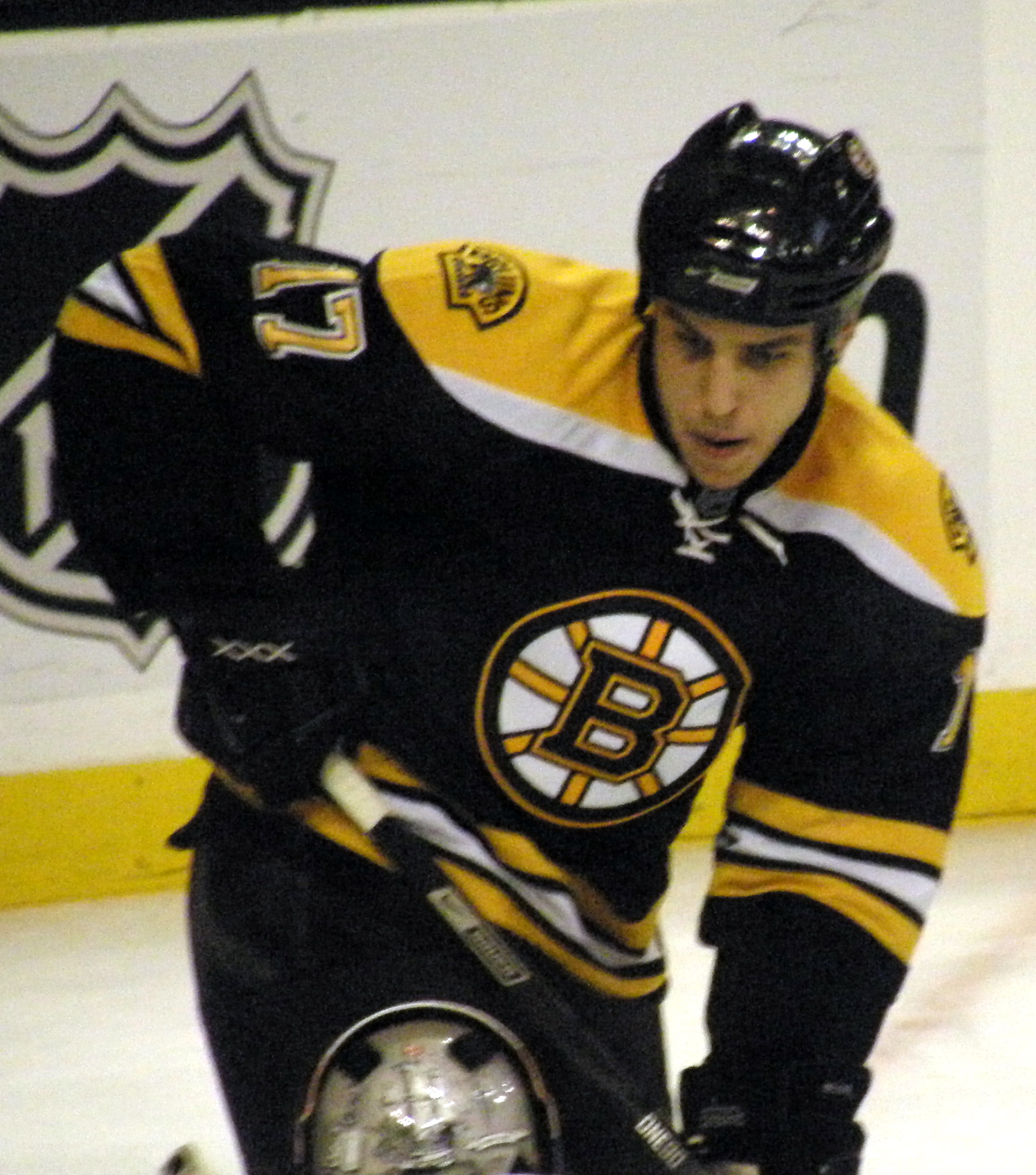
Milan Lucic byl draftován z 50. místa v roce 2006.

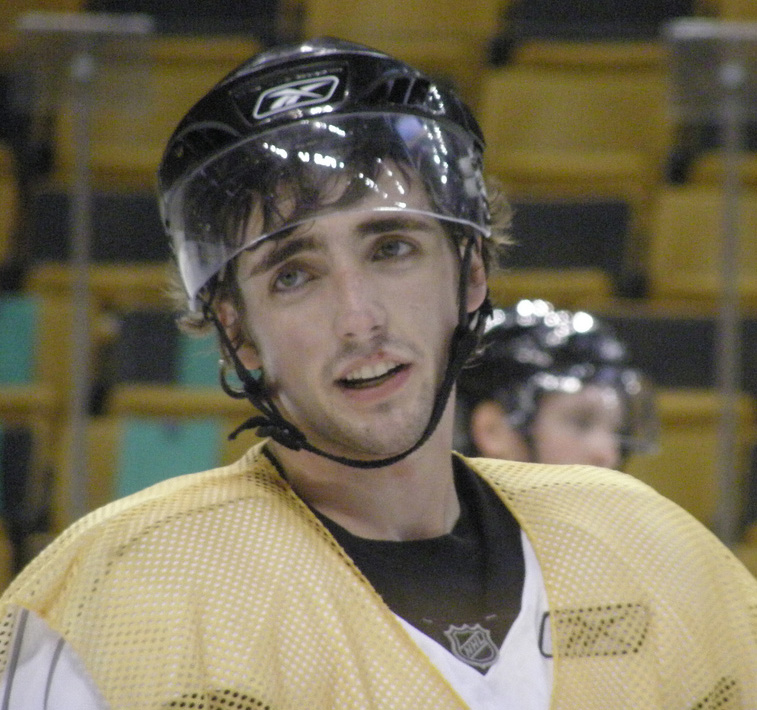
Zach Hamill byl draftován z 8. místa v roce 2007.

|  | Hráči kteří hráli nejméně jeden zápas v NHL |
|  | Hráči kteří si zahráli v NHL All-Star Game  |

| Rok  | Kolo | Místo | Hráč                   | Pozice       |
| ---- | ---- | ----- | ---------------------- | ------------ |
| 1963 | 1    | 3     | Orest Romashyna        | Levé křídlo  |
| 1963 | 2    | 9     | Terrance Lane          | Centr        |
| 1963 | 3    | 14    | Roger Bamburak         | Pravé křídlo |
| 1963 | 4    | 19    | Jim Blair              | Utočník      |
| 1964 | 1    | 2     | Alex Campbell          | Pravé křídlo |
| 1964 | 2    | 8     | Jim Booth              | Centr        |
| 1964 | 3    | 14    | Ken Dryden             | Brankář      |
| 1964 | 4    | 20    | Blair Allister         | Utočník      |
| 1965 | 1    | 4     | Joseph Bailey          | Utočník      |
| 1965 | 2    | 9     | Bill Ramsay            | Utočník      |
| 1966 | 1    | 1     | Barry Gibbs            | Obránce      |
| 1966 | 2    | 7     | Rick Smith             | Obránce      |
| 1966 | 3    | 13    | Garnet Bailey          | Levé křídlo  |
| 1966 | 4    | 19    | Tom Webster            | Pravé křídlo |
| 1967 | 1    | 10    | Meehan Bonnar          | Pravé křídlo |
| 1968 | 1    | 12    | Danny Schock           | Levé křídlo  |
| 1968 | 2    | 18    | Fraser Rice            | Centr        |
| 1968 | 3    | 24    | Brian St. John         | Utočník      |
| 1969 | 1    | 3     | Don Tannahill          | Utočník      |
| 1969 | 1    | 4     | Frank Spring           | Pravé křídlo |
| 1969 | 1    | 11    | Ivan Boldirev          | Centr        |
| 1969 | 2    | 22    | Art Quoquochi          | Centr        |
| 1969 | 3    | 34    | Nels Jacobson          | Levé křídlo  |
| 1969 | 4    | 46    | Ron Fairbrother        | Levé křídlo  |
| 1969 | 5    | 58    | Jeremy Wright          | ?            |
| 1969 | 6    | 69    | Jim Jones              | Obránce      |
| 1970 | 1    | 3     | Reggie Leach           | Pravé křídlo |
| 1970 | 1    | 4     | Rick MacLeish          | Levé křídlo  |
| 1970 | 1    | 9     | Ron Plumb              | Obránce      |
| 1970 | 1    | 13    | Bob Stewart            | Obránce      |
| 1970 | 2    | 27    | Dan Bouchard           | Brankář      |
| 1970 | 3    | 41    | Ray Brownlee           | Levé křídlo  |
| 1970 | 4    | 55    | Gord Davies            | ?            |
| 1970 | 5    | 69    | Bob Roselle            | Centr        |
| 1970 | 6    | 83    | Murray Wing            | Obránce      |
| 1970 | 7    | 96    | Glenn Siddall          | ?            |
| 1971 | 1    | 6     | Ron Jones              | Obránce      |
| 1971 | 1    | 14    | Terry O'Reilly         | Pravé křídlo |
| 1971 | 2    | 28    | Curt Ridley            | Brankář      |
| 1971 | 3    | 42    | Dave Bonter            | Levé křídlo  |
| 1971 | 4    | 56    | Dave Hynes             | Levé křídlo  |
| 1971 | 5    | 70    | Bert Scott             | Pravé křídlo |
| 1971 | 6    | 84    | Bob McMahon            | Obránce      |
| 1972 | 1    | 16    | Mike Bloom             | Levé křídlo  |
| 1972 | 2    | 32    | Wayne Elder            | Obránce      |
| 1972 | 3    | 48    | Michel Boudreau        | Centr        |
| 1972 | 4    | 64    | Les Jackson            | Levé křídlo  |
| 1972 | 5    | 80    | Brian Coates           | Levé křídlo  |
| 1972 | 6    | 96    | Peter Gaw              | Pravé křídlo |
| 1972 | 7    | 112   | Gordie Clark           | Pravé křídlo |
| 1972 | 8    | 128   | Roy Carmichael         | Obránce      |
| 1973 | 1    | 6     | André Savard           | Centr        |
| 1973 | 2    | 31    | Jimmy Jones            | Pravé křídlo |
| 1973 | 3    | 36    | Doug Gibson            | Centr        |
| 1973 | 3    | 47    | Al Sims                | Obránce      |
| 1973 | 4    | 63    | Steve Langdon          | Pravé křídlo |
| 1973 | 5    | 79    | Peter Crosbie          | Brankář      |
| 1973 | 6    | 95    | Jean-Pierre Bourgouyne | ?            |
| 1973 | 7    | 111   | Walter Johnson         | Pravé křídlo |
| 1973 | 8    | 127   | Virgil Gates           | ?            |
| 1973 | 9    | 142   | Jim Pettie             | Brankář      |
| 1973 | 10   | 157   | Yvon Bouillon          | Utočník      |
| 1974 | 1    | 18    | Don Larway             | Pravé křídlo |
| 1974 | 2    | 25    | Mark Howe              | Obránce      |
| 1974 | 2    | 36    | Peter Sturgeon         | Levé křídlo  |
| 1974 | 3    | 54    | Tom Edur               | Obránce      |
| 1974 | 4    | 72    | Bill Reed              | Obránce      |
| 1974 | 5    | 90    | Jamie Bateman          | Utočník      |
| 1974 | 6    | 108   | Bill Best              | Levé křídlo  |
| 1974 | 7    | 126   | Ray Maluta             | Obránce      |
| 1974 | 8    | 143   | Daryl Drader           | Levé křídlo  |
| 1974 | 9    | 160   | Peter Roberts          | ?            |
| 1974 | 10   | 175   | Peter Waselovich       | Brankář      |
| 1975 | 1    | 14    | Doug Halward           | Obránce      |
| 1975 | 2    | 32    | Barry Smith            | Centr        |
| 1975 | 4    | 60    | Rick Adduono           | Centr        |
| 1975 | 4    | 68    | Denis Daigle           | Levé křídlo  |
| 1975 | 5    | 86    | Stan Jonathan          | Levé křídlo  |
| 1975 | 7    | 122   | Gary Carr              | Brankář      |
| 1975 | 8    | 140   | Bo Berglund            | Utočník      |
| 1975 | 9    | 156   | Joe Rando              | Obránce      |
| 1975 | 10   | 171   | Kevin Nugent           | ?            |
| 1976 | 1    | 16    | Clayton Pachal         | Centr        |
| 1976 | 2    | 34    | Lorry Gloeckner        | Obránce      |
| 1976 | 4    | 70    | Bob Miller             | Utočník      |
| 1976 | 5    | 88    | Pete Vandemark         | Utočník      |
| 1976 | 6    | 106   | Ted Olson              | Levé křídlo  |
| 1977 | 1    | 16    | Dwight Foster          | Utočník      |
| 1977 | 2    | 34    | Dave Parro             | Brankář      |
| 1977 | 3    | 52    | Mike Forbes            | Obránce      |
| 1977 | 4    | 70    | Brian McGregor         | Centr        |
| 1977 | 5    | 88    | Doug Butler            | Obránce      |
| 1977 | 6    | 106   | Keith Johnson          | Obránce      |
| 1977 | 7    | 122   | Ralph Cox              | Utočník      |
| 1977 | 8    | 138   | Mario Claude           | Obránce      |
| 1978 | 1    | 16    | Al Secord              | Levé křídlo  |
| 1978 | 2    | 35    | Graeme Nicolson        | Obránce      |
| 1978 | 3    | 52    | Brad Knelson           | Obránce      |
| 1978 | 4    | 68    | George Buat            | Pravé křídlo |
| 1978 | 5    | 85    | Darryl McLeod          | Levé křídlo  |
| 1978 | 6    | 102   | Jeff Brubaker          | Levé křídlo  |
| 1978 | 7    | 119   | Murray Skinner         | Brankář      |
| 1978 | 8    | 136   | Bobby Hehir            | Centr        |
| 1978 | 9    | 153   | Craig MacTavish        | Centr        |
| 1979 | 1    | 8     | Ray Bourque            | Obránce      |
| 1979 | 1    | 15    | Brad McCrimmon         | Obránce      |
| 1979 | 2    | 36    | Doug Morrison          | Centr        |
| 1979 | 3    | 57    | Keith Crowder          | Pravé křídlo |
| 1979 | 4    | 78    | Larry Melnyk           | Obránce      |
| 1979 | 5    | 99    | Marco Baron            | Brankář      |
| 1979 | 6    | 120   | Mike Krushelnyski      | Centr        |
| 1980 | 1    | 18    | Barry Pederson         | Centr        |
| 1980 | 3    | 60    | Tom Fergus             | Centr        |
| 1980 | 4    | 81    | Steve Kasper           | Utočník      |
| 1980 | 5    | 102   | Randy Hillier          | Obránce      |
| 1980 | 6    | 123   | Steve Lyons            | Utočník      |
| 1980 | 7    | 144   | Anthony McMurchy       | Centr        |
| 1980 | 8    | 165   | Mike Moffat            | Brankář      |
| 1980 | 9    | 186   | Michael Thelvén        | Obránce      |
| 1980 | 10   | 207   | Jens Öhling            | Levé křídlo  |
| 1981 | 1    | 14    | Normand Leveille       | Utočník      |
| 1981 | 2    | 35    | Luc Dufour             | Centr        |
| 1981 | 4    | 77    | Scott McLellan         | Pravé křídlo |
| 1981 | 5    | 98    | Joe Mantione           | Brankář      |
| 1981 | 6    | 119   | Bruce Milton           | ?            |
| 1981 | 7    | 140   | Mats Thelin            | Obránce      |
| 1981 | 8    | 161   | Armel Parisee          | ?            |
| 1981 | 9    | 182   | Don Sylvestri          | Brankář      |
| 1981 | 10   | 203   | Richard Bourque        | ?            |
| 1982 | 1    | 1     | Gord Kluzak            | Obránce      |
| 1982 | 2    | 22    | Brian Curran           | Obránce      |
| 1982 | 2    | 39    | Lyndon Byers           | Levé křídlo  |
| 1982 | 3    | 60    | Dave Reid              | Levé křídlo  |
| 1982 | 5    | 102   | Bob Nicholson          | Obránce      |
| 1982 | 6    | 123   | Bob Sweeney            | Centr        |
| 1982 | 7    | 144   | John Meulenbroeks      | Obránce      |
| 1982 | 8    | 165   | Tony Fiore             | Centr        |
| 1982 | 9    | 186   | Doug Kostynski         | Centr        |
| 1982 | 10   | 207   | Tony Gilliard          | Levé křídlo  |
| 1982 | 11   | 228   | Tommy Lehman           | Centr        |
| 1982 | 12   | 249   | Bruno Campese          | Brankář      |
| 1983 | 1    | 21    | Nevin Markwart         | Utočník      |
| 1983 | 2    | 42    | Greg Johnston          | Pravé křídlo |
| 1983 | 3    | 62    | Greg Puhalski          | Centr        |
| 1983 | 4    | 82    | Allan LaRochelle       | Brankář      |
| 1983 | 5    | 102   | Allen Pedersen         | Obránce      |
| 1983 | 6    | 122   | Terry Taillefer        | Brankář      |
| 1983 | 7    | 142   | Ian Armstrong          | Obránce      |
| 1983 | 8    | 162   | Francois Olivier       | ?            |
| 1983 | 9    | 182   | Harri Laurila          | Obránce      |
| 1983 | 10   | 202   | Paul Fitzsimmons       | Obránce      |
| 1983 | 11   | 222   | Norm Foster            | Brankář      |
| 1983 | 12   | 242   | Greg Murphy            | ?            |
| 1984 | 1    | 19    | Dave Pasin             | Centr        |
| 1984 | 2    | 40    | Ray Podloski           | Utočník      |
| 1984 | 3    | 61    | Jeff Cornelius         | Obránce      |
| 1984 | 4    | 82    | Bob Joyce              | Levé křídlo  |
| 1984 | 5    | 103   | Mike Bishop            | Brankář      |
| 1984 | 6    | 124   | Randy Oswald           | Utočník      |
| 1984 | 7    | 145   | Mark Thietke           | ?            |
| 1984 | 8    | 166   | Don Sweeney            | Obránce      |
| 1984 | 9    | 186   | Kevin Heffernan        | Utočník      |
| 1984 | 10   | 207   | John Urbanic           | Levé křídlo  |
| 1984 | 11   | 227   | Bill Kopecky           | Utočník      |
| 1984 | 12   | 248   | Jim Newhouse           | Utočník      |
| 1985 | 2    | 31    | Alain Côté             | Obránce      |
| 1985 | 3    | 52    | Bill Ranford           | Brankář      |
| 1985 | 4    | 73    | Jamie Kelly            | Pravé křídlo |
| 1985 | 5    | 94    | Steve Moore            | Obránce      |
| 1985 | 6    | 115   | Gord Hynes             | Obránce      |
| 1985 | 7    | 136   | Per Martinelle         | Utočník      |
| 1985 | 8    | 157   | Randy Burridge         | Levé křídlo  |
| 1985 | 9    | 178   | Gord Cruickshank       | Utočník      |
| 1985 | 10   | 199   | Dave Buda              | Utočník      |
| 1985 | 10   | 210   | Bob Beers              | Obránce      |
| 1985 | 11   | 220   | John Byce              | Pravé křídlo |
| 1985 | 12   | 241   | Marc West              | Centr        |
| 1986 | 1    | 13    | Craig Janney           | Centr        |
| 1986 | 2    | 34    | Pekka Tirkkonen        | Centr        |
| 1986 | 4    | 76    | Dean Hall              | Utočník      |
| 1986 | 5    | 97    | Matt Pesklewis         | Levé křídlo  |
| 1986 | 6    | 118   | Garth Premak           | Obránce      |
| 1986 | 7    | 139   | Paul Beraldo           | Centr        |
| 1986 | 8    | 160   | Brian Ferreria         | Centr        |
| 1986 | 9    | 181   | Jeff Flaherty          | Utočník      |
| 1986 | 10   | 202   | Greg Hawgood           | Obránce      |
| 1986 | 11   | 223   | Steffan Malmquist      | Utočník      |
| 1986 | 12   | 244   | Joel Gardner           | Centr        |
| 1987 | 1    | 3     | Glen Wesley            | Obránce      |
| 1987 | 1    | 14    | Stephane Quintal       | Obránce      |
| 1987 | 3    | 56    | Todd Lalonde           | Levé křídlo  |
| 1987 | 4    | 67    | Darwin McPherson       | Obránce      |
| 1987 | 4    | 77    | Matt DelGuidice        | Brankář      |
| 1987 | 5    | 98    | Ted Donato             | Levé křídlo  |
| 1987 | 6    | 119   | Matt Glennon           | Levé křídlo  |
| 1987 | 7    | 140   | Rob Cheevers           | Centr        |
| 1987 | 8    | 161   | Chris Winnes           | Pravé křídlo |
| 1987 | 9    | 182   | Paul Ohman             | Obránce      |
| 1987 | 10   | 203   | Casey Jones            | Obránce      |
| 1987 | 11   | 224   | Eric LeMarque          | Centr        |
| 1987 | 12   | 245   | Sean Gorman            | Obránce      |
| 1988 | 1    | 18    | Robert Cimetta         | Levé křídlo  |
| 1988 | 3    | 60    | Steve Heinze           | Pravé křídlo |
| 1988 | 4    | 81    | Joé Juneau             | Centr        |
| 1988 | 5    | 102   | Dan Murphy             | Obránce      |
| 1988 | 6    | 123   | Derek Geary            | Pravé křídlo |
| 1988 | 8    | 165   | Mark Krys              | Obránce      |
| 1988 | 9    | 186   | Jon Rohloff            | Obránce      |
| 1988 | 11   | 228   | Eric Reisman           | Obránce      |
| 1988 | 12   | 249   | Doug Jones             | Obránce      |
| 1989 | 1    | 17    | Shayne Stevenson       | Centr        |
| 1989 | 2    | 38    | Mike Parson            | Brankář      |
| 1989 | 3    | 57    | Wes Walz               | Centr        |
| 1989 | 4    | 80    | Jackson Penney         | Pravé křídlo |
| 1989 | 5    | 101   | Mark Montanari         | Centr        |
| 1989 | 6    | 122   | Steven Foster          | Obránce      |
| 1989 | 7    | 143   | Oto Haščák             | Centr        |
| 1989 | 8    | 164   | Rick Allain            | Obránce      |
| 1989 | 9    | 185   | James Lavish           | Utočník      |
| 1989 | 10   | 206   | Geoff Simpson          | Obránce      |
| 1989 | 11   | 227   | David Franzosa         | Levé křídlo  |
| 1990 | 1    | 21    | Bryan Smolinski        | Centr        |
| 1990 | 3    | 63    | Cam Stewart            | Levé křídlo  |
| 1990 | 4    | 84    | Jerry Buckley          | Pravé křídlo |
| 1990 | 5    | 105   | Mike Bales             | Brankář      |
| 1990 | 6    | 126   | Mark Woolf             | Pravé křídlo |
| 1990 | 7    | 147   | James Mackey           | Obránce      |
| 1990 | 8    | 168   | John Gruden            | Obránce      |
| 1990 | 9    | 189   | Darren Wetherill       | Obránce      |
| 1990 | 10   | 210   | Dean Capuano           | Obránce      |
| 1990 | 11   | 231   | Andy Bezeau            | Levé křídlo  |
| 1990 | 12   | 252   | Ted Miskolczi          | Pravé křídlo |
| 1991 | 1    | 18    | Glen Murray            | Pravé křídlo |
| 1991 | 2    | 40    | Jozef Stümpel          | Centr        |
| 1991 | 3    | 62    | Marcel Cousineau       | Brankář      |
| 1991 | 4    | 84    | Brad Tiley             | Obránce      |
| 1991 | 5    | 106   | Mariusz Czerkawski     | Pravé křídlo |
| 1991 | 7    | 150   | Gary Golczewski        | Levé křídlo  |
| 1991 | 8    | 172   | Jay Moser              | Pravé křídlo |
| 1991 | 9    | 194   | Dan Hodge              | Obránce      |
| 1991 | 10   | 216   | Steve Norton           | Obránce      |
| 1991 | 11   | 238   | Steve Lombardi         | Centr        |
| 1991 | 12   | 260   | Torsten Kienass        | Obránce      |
| 1992 | 1    | 16    | Dmitrij Kvartalnov     | Pravé křídlo |
| 1992 | 3    | 55    | Sergej Žoltoks         | Centr        |
| 1992 | 5    | 112   | Scott Bailey           | Brankář      |
| 1992 | 6    | 133   | Jiří Dopita            | Centr        |
| 1992 | 6    | 136   | Grigorij Pantělejev    | Levé křídlo  |
| 1992 | 8    | 184   | Kurt Seher             | Obránce      |
| 1992 | 9    | 208   | Mattias Timander       | Obránce      |
| 1992 | 10   | 232   | Chris Crombie          | Utočník      |
| 1992 | 11   | 256   | Denis Červjakov        | Obránce      |
| 1992 | 11   | 257   | Jevgenij Pavlov        | Pravé křídlo |
| 1993 | 1    | 25    | Kevyn Adams            | Centr        |
| 1993 | 2    | 51    | Matt Alvey             | Pravé křídlo |
| 1993 | 4    | 88    | Charles Paquette       | Obránce      |
| 1993 | 4    | 103   | Shawn Bates            | Centr        |
| 1993 | 5    | 129   | Andrej Sapožnikov      | Obránce      |
| 1993 | 6    | 155   | Milt Mastad            | Obránce      |
| 1993 | 7    | 181   | Ryan Golden            | Levé křídlo  |
| 1993 | 8    | 207   | Hal Gill               | Obránce      |
| 1993 | 9    | 233   | Joel Prpic             | Centr        |
| 1993 | 10   | 259   | Joakim Persson         | Brankář      |
| 1994 | 1    | 21    | Jevgenij Rjabčikov     | Brankář      |
| 1994 | 2    | 47    | Daniel Goneau          | Levé křídlo  |
| 1994 | 4    | 99    | Eric Nickulas          | Pravé křídlo |
| 1994 | 5    | 125   | Darren Wright          | Obránce      |
| 1994 | 6    | 151   | André Roy              | Levé křídlo  |
| 1994 | 7    | 177   | Jeremy Schaefer        | Levé křídlo  |
| 1994 | 9    | 229   | John Grahame           | Brankář      |
| 1994 | 10   | 255   | Neil Savary            | Brankář      |
| 1994 | 11   | 281   | Andrej Jachanov        | Obránce      |
| 1995 | 1    | 9     | Kyle McLaren           | Obránce      |
| 1995 | 1    | 21    | Sean Brown             | Obránce      |
| 1995 | 2    | 47    | Paxton Schafer         | Brankář      |
| 1995 | 3    | 73    | Bill McCauley          | Obránce      |
| 1995 | 4    | 99    | Cameron Mann           | Pravé křídlo |
| 1995 | 6    | 151   | Jevgenij Šaldybin      | Obránce      |
| 1995 | 7    | 177   | Per-Johan Axelsson     | Levé křídlo  |
| 1995 | 8    | 203   | Sergej Žukov           | Obránce      |
| 1995 | 9    | 229   | Jonathan Murphy        | Obránce      |
| 1996 | 1    | 8     | Johnathan Aitken       | Obránce      |
| 1996 | 2    | 45    | Henry Kuster           | Utočník      |
| 1996 | 3    | 53    | Eric Naud              | Levé křídlo  |
| 1996 | 3    | 80    | Jason Doyle            | Pravé křídlo |
| 1996 | 4    | 100   | Trent Whitfield        | Centr        |
| 1996 | 5    | 132   | Elias Abrahamsson      | Obránce      |
| 1996 | 6    | 155   | Chris Lane             | Centr        |
| 1996 | 7    | 182   | Tom Brown              | Obránce      |
| 1996 | 8    | 208   | Bob Prier              | Utočník      |
| 1996 | 9    | 234   | Anders Söderberg       | Levé křídlo  |
| 1997 | 1    | 1     | Joe Thornton           | Centr        |
| 1997 | 1    | 8     | Sergej Samsonov        | Levé křídlo  |
| 1997 | 2    | 27    | Ben Clymer             | Obránce      |
| 1997 | 3    | 54    | Mattias Karlin         | Centr        |
| 1997 | 3    | 63    | Lee Goren              | Pravé křídlo |
| 1997 | 4    | 81    | Karol Bartánus         | Pravé křídlo |
| 1997 | 6    | 135   | Denis Timofejev        | Obránce      |
| 1997 | 7    | 162   | Joel Trottier          | Pravé křídlo |
| 1997 | 7    | 180   | Jim Baxter             | Obránce      |
| 1997 | 8    | 191   | Antti Laaksonen        | Levé křídlo  |
| 1997 | 9    | 218   | Eric Van Acker         | Obránce      |
| 1997 | 9    | 246   | Jay Henderson          | Levé křídlo  |
| 1998 | 2    | 48    | Jonathan Girard        | Obránce      |
| 1998 | 2    | 52    | Bobby Allen            | Obránce      |
| 1998 | 3    | 78    | Peter Nordström        | Levé křídlo  |
| 1998 | 5    | 135   | Andrew Raycroft        | Brankář      |
| 1998 | 6    | 165   | Ryan Milanovic         | Levé křídlo  |
| 1999 | 1    | 21    | Nick Boynton           | Obránce      |
| 1999 | 2    | 56    | Matt Zultek            | Levé křídlo  |
| 1999 | 3    | 89    | Kyle Wanvig            | Pravé křídlo |
| 1999 | 4    | 118   | Jaakko Harikkala       | Obránce      |
| 1999 | 5    | 147   | Seamus Kotyk           | Brankář      |
| 1999 | 6    | 179   | Donald Choukalos       | Brankář      |
| 1999 | 7    | 207   | Greg Barber            | Pravé křídlo |
| 1999 | 8    | 236   | John Cronin            | Obránce      |
| 1999 | 9    | 247   | Mikko Eloranta         | Levé křídlo  |
| 1999 | 9    | 264   | Georgijs Pujacs        | Obránce      |
| 2000 | 1    | 7     | Lars Jonsson           | Obránce      |
| 2000 | 1    | 27    | Martin Samuelsson      | Pravé křídlo |
| 2000 | 2    | 37    | Andy Hilbert           | Centr        |
| 2000 | 2    | 59    | Ivan Huml              | Centr        |
| 2000 | 3    | 66    | Tuukka Mäkelä          | Obránce      |
| 2000 | 3    | 73    | Sergej Zinovjev        | Centr        |
| 2000 | 4    | 103   | Brett Nowak            | Centr        |
| 2000 | 6    | 174   | Jarno Kultanen         | Obránce      |
| 2000 | 7    | 204   | Chris Berti            | Centr        |
| 2000 | 8    | 237   | Zdeněk Kutlák          | Obránce      |
| 2000 | 9    | 268   | Pavel Kolařík          | Obránce      |
| 2000 | 9    | 279   | Andreas Lindstrom      | Levé křídlo  |
| 2001 | 1    | 19    | Shaone Morrisonn       | Obránce      |
| 2001 | 3    | 77    | Darren McLachlan       | Levé křídlo  |
| 2001 | 4    | 111   | Matti Kaltianinen      | Brankář      |
| 2001 | 5    | 147   | Jiří Jakeš             | Pravé křídlo |
| 2001 | 6    | 179   | Andrew Alberts         | Obránce      |
| 2001 | 7    | 209   | Jordan Sigalet         | Brankář      |
| 2001 | 8    | 241   | Milan Jurčina          | Obránce      |
| 2001 | 9    | 282   | Marcel Rodman          | Pravé křídlo |
| 2002 | 1    | 29    | Hannu Toivonen         | Brankář      |
| 2002 | 2    | 56    | Vladislav Jevsejev     | Levé křídlo  |
| 2002 | 4    | 130   | Jan Kubista            | Utočník      |
| 2002 | 5    | 153   | Peter Hamerlik         | Brankář      |
| 2002 | 7    | 228   | Dmitri Utkin           | Levé křídlo  |
| 2002 | 8    | 259   | Yan Stastny            | Centr        |
| 2002 | 9    | 290   | Pavel Frolov           | Utočník      |
| 2003 | 1    | 21    | Mark Stuart            | Obránce      |
| 2003 | 2    | 45    | Patrice Bergeron       | Centr        |
| 2003 | 2    | 66    | Masi Marjamaki         | Levé křídlo  |
| 2003 | 4    | 107   | Byron Bitz             | Pravé křídlo |
| 2003 | 4    | 118   | Frank Rediker          | Obránce      |
| 2003 | 4    | 129   | Patrik Valčák          | Levé křídlo  |
| 2003 | 5    | 153   | Mike Brown             | Brankář      |
| 2003 | 6    | 183   | Nate Thompson          | Centr        |
| 2003 | 8    | 247   | Benoit Mondou          | Pravé křídlo |
| 2003 | 9    | 277   | Kevin Regan            | Brankář      |
| 2004 | 2    | 63    | David Krejčí           | Centr        |
| 2004 | 2    | 64    | Mārtiņš Karsums        | Pravé křídlo |
| 2004 | 4    | 108   | Ashton Rome            | Pravé křídlo |
| 2004 | 5    | 134   | Kris Versteeg          | Pravé křídlo |
| 2004 | 5    | 160   | Ben Walter             | Centr        |
| 2004 | 7    | 224   | Matt Hunwick           | Obránce      |
| 2004 | 8    | 255   | Anton Hedman           | Levé křídlo  |
| 2005 | 1    | 22    | Matt Lashoff           | Obránce      |
| 2005 | 2    | 39    | Petr Kalus             | Pravé křídlo |
| 2005 | 3    | 83    | Mikko Lehtonen         | Pravé křídlo |
| 2005 | 4    | 100   | Jonathan Sigalet       | Obránce      |
| 2005 | 4    | 106   | Vladimír Sobotka       | Centr        |
| 2005 | 5    | 154   | Wacey Rabbit           | Centr        |
| 2005 | 6    | 172   | Lukáš Vantuch          | Centr        |
| 2005 | 7    | 217   | Brock Bradford         | Centr        |
| 2006 | 1    | 5     | Phil Kessel            | Centr        |
| 2006 | 2    | 37    | Jurij Alexandrov       | Obránce      |
| 2006 | 2    | 50    | Milan Lucic            | Levé křídlo  |
| 2006 | 3    | 71    | Brad Marchand          | Pravé křídlo |
| 2006 | 5    | 128   | Andrew Bodnarchuk      | Obránce      |
| 2006 | 6    | 158   | Levi Nelson            | Centr        |
| 2007 | 1    | 8     | Zach Hamill            | Centr        |
| 2007 | 2    | 35    | Tommy Cross            | Obránce      |
| 2007 | 5    | 130   | Denis Reul             | Obránce      |
| 2007 | 6    | 159   | Alain Goulet           | Obránce      |
| 2007 | 6    | 169   | Radim Ostrčil          | Obránce      |
| 2007 | 7    | 189   | Jordan Knackstedt      | Pravé křídlo |
| 2008 | 1    | 16    | Joe Colborne           | Centr        |
| 2008 | 2    | 47    | Maxime Sauve           | Centr        |
| 2008 | 3    | 77    | Michael Hutchinson     | Brankář      |
| 2008 | 4    | 97    | Jamie Arniel           | Centr        |
| 2008 | 6    | 173   | Nicolas Tremblay       | Centr        |
| 2008 | 7    | 197   | Mark Goggin            | Centr        |
| 2009 | 1    | 25    | Jordan Caron           | Pravé křídlo |
| 2009 | 3    | 86    | Ryan Button            | Obránce      |
| 2009 | 4    | 112   | Lane MacDermid         | Levé křídlo  |
| 2009 | 6    | 176   | Tyler Randell          | Pravé křídlo |
| 2009 | 7    | 206   | Ben Sexton             | Centr        |
| 2010 | 1    | 2     | Tyler Seguin           | Centr        |
| 2010 | 2    | 32    | Jared Knight           | Pravé křídlo |
| 2010 | 2    | 45    | Ryan Spooner           | Centr        |
| 2010 | 4    | 97    | Craig Cunningham       | Levé křídlo  |
| 2010 | 5    | 135   | Justin Florek          | Levé křídlo  |
| 2010 | 6    | 165   | Zane Gothberg          | Brankář      |
| 2010 | 7    | 195   | Maxim Chudinov         | Obránce      |
| 2010 | 7    | 210   | Zach Trotman           | Obránce      |
| 2011 | 1    | 9     | Dougie Hamilton        | Obránce      |
| 2011 | 2    | 40    | Alexandr Chocholate    | Centr        |
| 2011 | 3    | 81    | Anthony Camara         | Levé křídlo  |
| 2011 | 4    | 121   | Brian Ferlin           | Pravé křídlo |
| 2011 | 5    | 151   | Rob O'Gara             | Obránce      |
| 2011 | 6    | 181   | Lars Volden            | Brankář      |
| 2012 | 1    | 24    | Malcolm Subban         | Brankář      |
| 2012 | 3    | 85    | Matt Grzelcyk          | Obránce      |
| 2012 | 5    | 131   | Seth Griffith          | Centr        |
| 2012 | 5    | 145   | Cody Payne             | Pravé křídlo |
| 2012 | 6    | 175   | Matt Benning           | Obránce      |
| 2012 | 7    | 205   | Colton Hargrove        | Levé křídlo  |